# مسئولیت جمعی
مسئولیت جمعی که از آن به عنوان گناه جمعی نیز یاد می‌شود، به مسئولیت‌های سازمان‌ها، گروه‌ها و جوامع اشاره دارد. مسئولیت جمعی در قالب مجازات دسته جمعی اغلب به عنوان یک اقدام انضباطی در موسسات بسته استفاده می‌شود، به عنوان مثال مدارس شبانه‌روزی (تنبیه کل کلاس برای اعمال یک دانش آموز شناخته شده یا ناشناس)، واحدهای نظامی، زندان‌ها (نوجوانان و بزرگسالان)، مراکز روان‌پزشکی. و غیره. اثربخشی و شدت این اقدام ممکن است بسیار متفاوت باشد، اما اغلب باعث ایجاد بی‌اعتمادی و انزوا در بین اعضای آنها می‌شود. از نظر تاریخی، مجازات دسته جمعی نشانه تمایلات استبدادی در نهاد یا جامعه اصلی آن است.
در اخلاق، هم فردگرایان روش شناختی و هم فردگرایان هنجاری، اعتبار مسئولیت جمعی را زیر سؤال می‌برند. به‌طور معمول، تنها کنشگر فردی می‌تواند برای اعمالی که آزادانه انجام می‌دهد، مقصر باشد. به نظر می‌رسد که مفهوم مجرمیت جمعی مسئولیت اخلاقی فردی را نفی می‌کند. نظام‌های معاصر حقوق جزا این اصل را می‌پذیرند که گناه فقط شخصی است. به گفته محقق نسل‌کشی A. Dirk Moses، «اتهام مجرمیت جمعی از نظر علمی غیرقابل قبول است، چه رسد به گفتمان عادی، و به نظر من یکی از عناصر کلیدی در تفکر نسل‌کشی است.»

## در تجارت
از آنجایی که شیوه‌های تجاری که به عنوان مسئولیت اجتماعی شرکتی (CSR) و پایداری شناخته می‌شوند، به بلوغ می‌رسند و با مسئولیت‌های دولت‌ها و شهروندان همگرا می‌شوند، اصطلاح «مسئولیت جمعی» به‌طور گسترده‌تری استفاده می‌شود.
مسئولیت جمعی به‌طور گسترده در شرکت‌ها اعمال می‌شود، جایی که کل نیروی کار مسئول شکست در دستیابی به اهداف شرکت (به عنوان مثال، اهداف سود)، صرف نظر از عملکرد افراد یا تیم‌هایی است که ممکن است در منطقه خود به دست آورده یا بیش از حد به آن دست یافته باشند. مجازات دسته جمعی، حتی شامل اقداماتی که در واقع به چشم‌انداز دستیابی به اهداف آسیب بیشتری می‌زند، به عنوان اقدامی برای «آموزش» به نیروی کار اعمال می‌شود.

## در فرهنگ
مفهوم مسئولیت جمعی در ادبیات وجود دارد، به‌ویژه در شعر ساموئل تیلور کولریج «The Rime of the Ancient Mariner»، شعری که داستان خدمه کشتی را روایت می‌کند که پس از تأیید قتل یکی از خدمه کشتی از تشنگی مردند. آلباتروس.
بن هور ۱۹۵۹ و درام جنایی زندان ۱۹۸۳ پسران بد مسئولیت و مجازات جمعی را به تصویر می‌کشند. نمایشنامه «یک بازرس تماس می‌گیرد» اثر جی بی پریستلی همچنین موضوع مسئولیت جمعی را در طول فرایند تحقیق نشان می‌دهد.

## در سیاست
در برخی از کشورهای دارای سیستم پارلمانی، کنوانسیونی وجود دارد که همه اعضای کابینه باید علناً از همه تصمیمات دولت حمایت کنند، حتی اگر با آنها موافق نباشند. اعضای کابینه که مایل به مخالفت یا اعتراض علنی هستند باید از سمت خود استعفا دهند یا برکنار شوند.
در نتیجه مسئولیت جمعی، در صورت تصویب رای عدم اعتماد در مجلس، کل کابینه دولت باید استعفا دهد.

## در قانون
در صورتی که دو یا چند نفر در رابطه با یک تعهد مسئول باشند، میزان مسئولیت تضامنی آنها در حوزه‌های قضایی متفاوت است.

## در دین

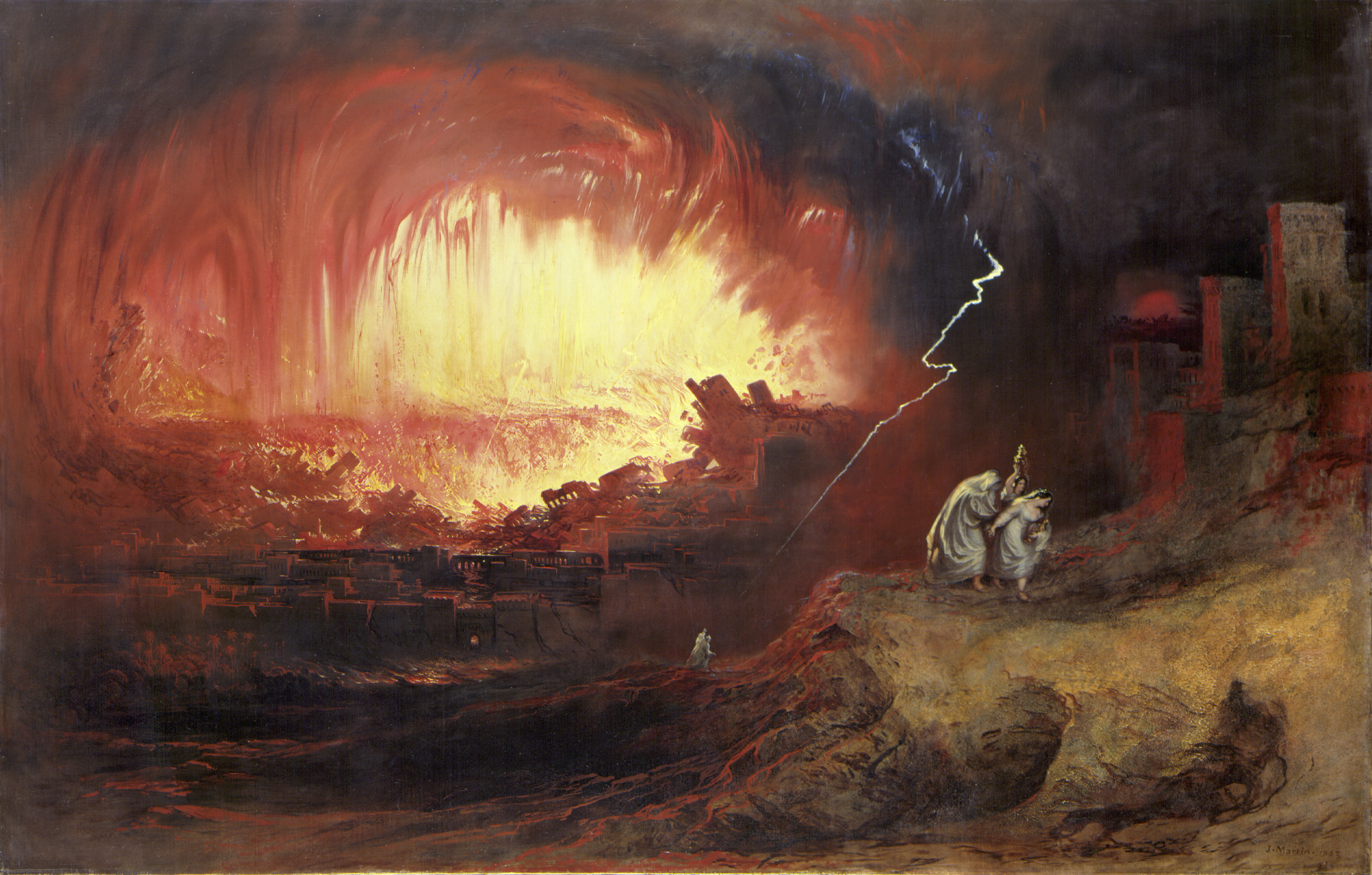
گناه‌‌ها از نظر دین یهودیت و بخشی از کتاب مقدس

از منظر یهودیان دو نوع گناه وجود داشت. توهین به سایر مردم و توهین به خدا. اهانت به خدا را می‌توان نقض قرارداد (عهد بین خدا و بنی اسرائیل) دانست. عزرا، کاهن و کاتب، رهبری گروه بزرگی از تبعیدیان را بر عهده داشت. در بازگشت به اورشلیم برای تعلیم قوانین خدا متوجه شد که یهودیان با غیر یهودیان ازدواج کرده‌اند. او با ناامیدی جامه‌های خود را پاره کرد و قبل از اینکه به پاکسازی جامعه برود، در حضور خدا به گناهان اسرائیل اعتراف کرد. کتاب ارمیا (Yirmiyahu [ירמיהו]) را می‌توان در پنج بخش فرعی سازماندهی کرد. یک بخش، ارمیا ۲–۲۴، گناهان اسرائیل را تحقیر می‌کند. شعر در ۲:۱–۳:۵ شواهدی از عهدشکنی علیه اسرائیل را نشان می‌دهد. 
این مفهوم در عهد عتیق (یا تناخ) یافت می‌شود، برخی از نمونه‌ها شامل شرح طوفان، برج بابل، سدوم و عموره و در برخی از تفاسیر کتاب آکان یوشع است. در آن سوابق، کل جوامع به دلیل اعمال اکثریت قریب به اتفاق اعضای خود مجازات می‌شدند، با این حال نمی‌توان اظهار داشت که هیچ افراد بی گناه یا کودکانی که خیلی کوچکتر از آن مسئول اعمال خود نباشند، وجود نداشته‌است که به آنها نیز تحمیل شده‌است.
رسم مقصر دانستن یهودیان برای مرگ عیسی طولانی‌ترین نمونه مسئولیت جمعی است. در این مورد، تقصیر نه تنها بر گردن یهودیان آن زمان، بلکه نسل‌های متوالی بود. این از متی ۲۷:۲۵–۶۶ نسخه بین‌المللی جدید (NIV) 25 آمده‌است: "همه مردم پاسخ دادند: "خون او بر ما و فرزندان ماست '"

## مجازات دسته جمعی

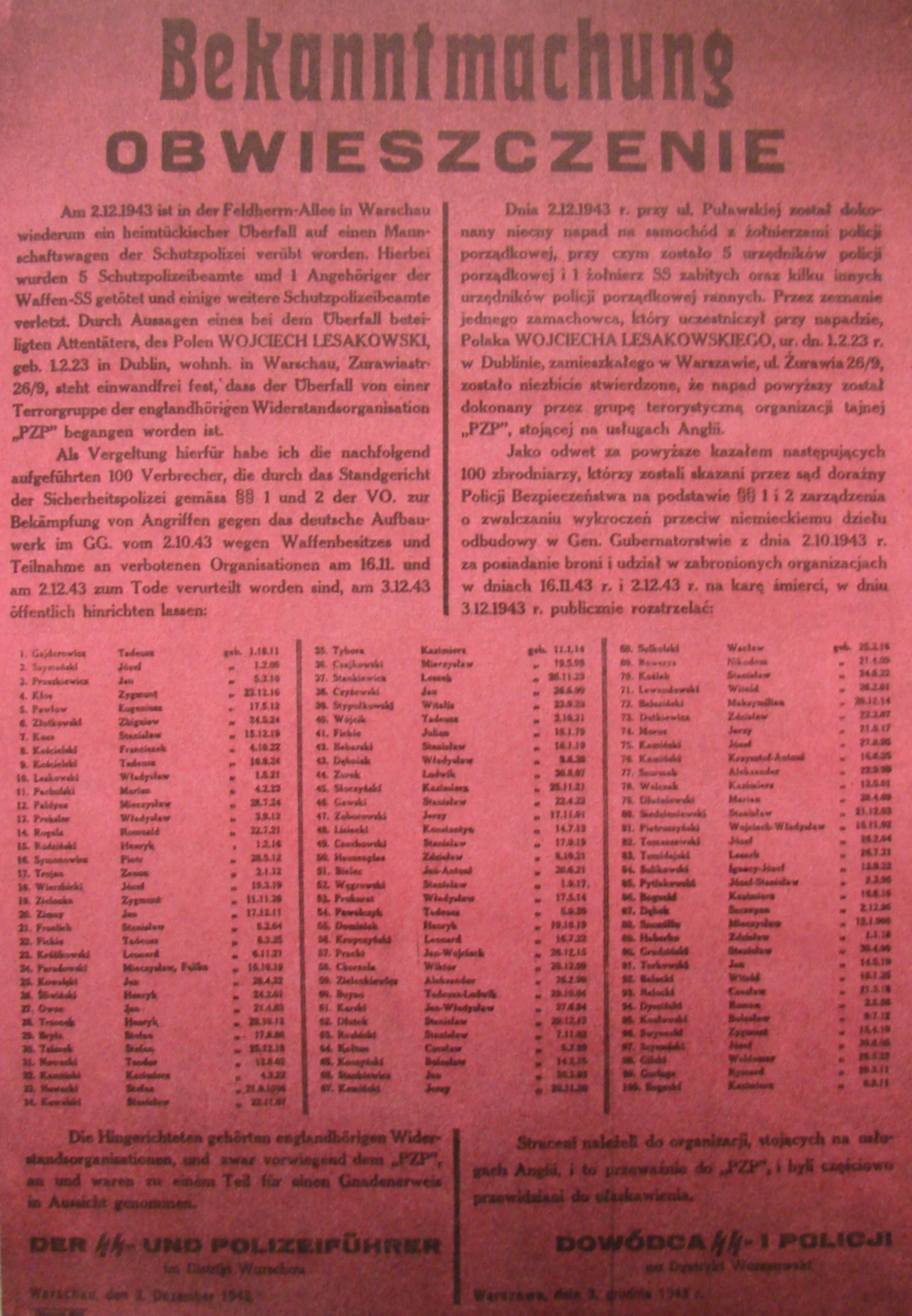
اعلام اعدام ۱۰۰ گروگان لهستانی (pol: łapanka) به عنوان انتقام از ترور پنج پلیس آلمانی و یک مرد اس اس توسط مبارزان چریکی آرمیا کراجووا (که در متن به آن اشاره شده‌است: "سازمان تروریستی لهستانی در خدمت بریتانیا"). ورشو، ۲ اکتبر ۱۹۴۳.

مسئولیت جمعی در قالب مجازات دسته جمعی اغلب به عنوان یک اقدام انضباطی در موسسات بسته استفاده می‌شود، به عنوان مثال مدارس شبانه‌روزی (تنبیه کل کلاس برای اعمال یک دانش آموز شناخته شده یا ناشناس)، واحدهای نظامی، زندان‌ها (نوجوانان و بزرگسالان)، مراکز روان‌پزشکی. و غیره. اثربخشی و شدت این اقدام ممکن است بسیار متفاوت باشد، اما اغلب باعث ایجاد بی‌اعتمادی و انزوا در بین اعضای آنها می‌شود. از نظر تاریخی، مجازات دسته جمعی نشانه تمایلات استبدادی در نهاد یا جامعه اصلی آن است. به عنوان مثال، در گولاگ‌های شوروی، همه اعضای یک تیپ (واحد کاری) به دلیل عملکرد بد هر یک از اعضای آن مجازات می‌شدند.
مجازات دسته جمعی در شرایط جنگ، تحریم اقتصادی و غیره نیز با فرض وجود گناه دسته جمعی اعمال می‌شود. گناه جمعی، یا احساس گناه از طریق انجمن، این ایده بحث‌برانگیز جمع گرایانه است مبنی بر اینکه افرادی که به عنوان عضوی از یک گروه مشخص شناخته می‌شوند، مسئولیت عمل یا رفتاری را که اعضای آن گروه از خود نشان داده‌اند، بر عهده دارند، حتی اگر خودشان در آن نقش نداشته باشند. نظام‌های حقوق کیفری معاصر این اصل را می‌پذیرند که گناه فقط شخصی است.
در طول اشغال لهستان توسط آلمان نازی، آلمانی‌ها مسئولیت جمعی را اعمال می‌کردند: هر نوع کمکی که به فردی با مذهب یا منشأ یهودی داده می‌شد مجازات اعدام داشت و این مجازات نه تنها برای نجات‌دهنده، بلکه برای خانواده او نیز وجود داشت. این موضوع به‌طور گسترده توسط آلمانی‌ها منتشر شد. در طول اشغال، به ازای هر آلمانی کشته شده توسط یک لهستانی، ۱۰۰–۴۰۰ لهستانی برای تلافی تیرباران شدند. جوامع به‌طور جمعی مسئول ضد حملات ادعایی لهستان علیه نیروهای مهاجم آلمانی بودند. اعدام‌های دسته جمعی گروگان‌های لاپانکا هر روز در طول پیشروی ورماخت در سراسر لهستان در سپتامبر ۱۹۳۹ و پس از آن انجام شد.
مثال دیگر زمانی است که پس از جنگ، آلمانی‌های قومی در اروپای مرکزی و شرقی به‌طور جمعی مسئول جنایات نازی‌ها شناخته شدند که منجر به جنایات بی‌شماری علیه جمعیت آلمان شد، از جمله قتل‌ها (به اخراج آلمانی‌ها پس از جنگ جهانی دوم و احکام Beneš مراجعه کنید).

## ادراک
ذهنیت عبارت است از ادراک گروه‌ها به عنوان موجودیت‌هایی در خود (یک گروه واقعی)، مستقل از هر یک از اعضای گروه.

## اخلاق
در زمینهٔ اخلاق، هر دو گروه فردگرایان روش‌شناختی و هنجاری اعتبار مسئولیت جمعی را نادرست می‌دانند.
فردگرایان روش‌شناختی مرتبط دانستن عاملیت اخلاقی با گروه‌ها را به شکل مجزا از اعضای آن‌ها به چالش می‌کشد، در سوی دیگر فردگرایان هنجاری معتقد هستند که مسئولیت جمعی اصول مسئولیت فردی و انصاف را نقض می‌کند. (دایرةالمعارف فلسفه استنفورد) 
در واقع، افراد تنها می‌تواند برای اعمالی که آزادانه انجام می‌دهد، مقصر شناخته‌شوند. در صورتی که به نظر می‌رسد که مجرمیت جمعی مفهوم مسئولیت اخلاقی فردی را زیر سؤال می‌برد. آیا مسئولیت جمعی معنا دارد؟ تاریخ مملو از نمونه‌هایی از مرد ظالمی است که سعی کرد از خود انتقام بگیرد، نه تنها از شخصی که به او ظلم کرده‌است، بلکه از سایر اعضای خانواده، قبیله، گروه قومی، دین یا ملت فرد خاطی.
به گفته محقق نسل‌کشی A. Dirk Moses، «اتهام مجرمیت جمعی از نظر علمی غیرقابل قبول است، چه رسد به گفتمان عادی، و به نظر من یکی از عناصر کلیدی در تفکر نسل‌کشی است.»